# Шисе сир Лу
Шисе сир Лу (фр. Chissey-sur-Loue) је насељено место у Француској у региону Франш-Конте, у департману Јура.
По подацима из 2011. године у општини је живело 337 становника, а густина насељености је износила 8,74 становника/km².

## Демографија
| 1962. | 1968. | 1975. | 1982. | 1990. | 2011. |
| ----- | ----- | ----- | ----- | ----- | ----- |
| 376   | 369   | 299   | 335   | 336   | 337   |